# Каруцький Василь Абрамович
Каруцький Василь Абрамович (16 (28) лютого 1900 або 28 лютого 1900 , Томськ  — 13 травня 1938 , Москва ) — видатний діяч ВЧК-ОДПУ-НКВС СРСР, Комісар державної безпеки 3-го рангу.

## Ранні роки
Народився в Томську, в сім'ї прикажчика. Закінчив Томську чоловічу гімназію (1918) і 1 курс юридичного факультету Томського університету. Служив по мобілізації в музичній команді армії Колчака, звідки дезертирував і пішов до червоних партизанів.
Член ВКП(б) з 1920.

## В органах ВЧК
В органах ВЧК з 1919 року: замнач Особливого відділу Східно-Сибірського військового округу в Іркутську; слідчий Революційного Військового Трибуналу 26-ї стрілецької дивізії, 5-й армії. Начальник Секретно-оперативної частини Особливого відділу ВЧК — ГПУ Східно-Сибірського військового округу.

## В органах ГПУ
В органах ГПУ з 1922 року: Начальник Приморського, Амурського обласного відділу ДПУ. Начальник Секретно-оперативної частини Ферганського обласного відділу ДПУ; Голова ГПУ Туркменської РСР; Начальник Особливого відділу ГПУ 1-ї дивізії; Начальник Секретно-оперативного управління Повноважного представництва ОДПУ по Середній Азії; Заступник повноважного представника ОДПУ по Середній Азії; Повноважний представник ОДПУ по Казахстану.

## В органах НКВС
В органах НКВС з 1934 року: начальник Управління НКВС по Казакській АРСР, Західно-Сибірському краю; начальник III-го відділення Секретно-політичного відділу ГУДБ НКВС СРСР; заступник народного комісара внутрішніх справ Білоруської РСР; начальник Управління НКВС по Західній, Смоленській, Московській області. Заступник начальника IV-го відділу ГУДБ НКВС СРСР.
З 5 квітня 1938 року — член колегії НКВС СРСР.
Передбачаючи неминучий арешт, намагався застрелитися 13 травня 1938 року, в той же день помер у лікарні.